# Frida Johansson Metso
Frida Maria Johansson Metso, född 5 september 1984 i Kortedala församling i Göteborg, är en svensk liberal politiker. Hon var ordförande i Liberala ungdomsförbundet (LUF) mellan 2 december 2006 och 7 augusti 2009. Hon har tidigare varit bland annat andra vice ordförande i Liberala ungdomsförbundet och ordförande i Liberala Flyktingfonden.
Metso arbetar framför allt med flyktingfrågor och har drivit frågan om fri invandring. Hon är också utrikespolitiskt engagerad och har markerat kraftigt mot bland annat regimerna i Belarus, Kina, Kuba och Myanmar.
Hon är invald i kommunfullmäktige i Stockholms stad och dess socialnämnd men ställer inte upp till omval i valet 2018.
Metso arbetar 2018 på Transkulturellt Centrum. Hon har arbetat på Röda Korsets Center för torterade flyktingar i Stockholm som psykolog och biträdande verksamhetschef och varit konsult för det psykologiska konsultföretaget Habitud. Hon är krönikör för tidningen Tempus.
Vid sidan av partipolitiken sitter hon i Systembolagets bolagsstyrelse samt stiftelsen Minds styrelse. Hon har ordförande för FARR, Flyktinggruppernas Riksråd.
I mars 2018 utkom Frida Johansson med boken När kriget är allt du minns – att lindra PTSD hos äldre på Gothia Förlag. Hon har tidigare varit medredaktör till boken Kan neurofeedback hjälpa hjärnan? och medskribent i Habituds bok Ensam eller stark - åtta principer för framgångsrika team.